# Juan Almonte

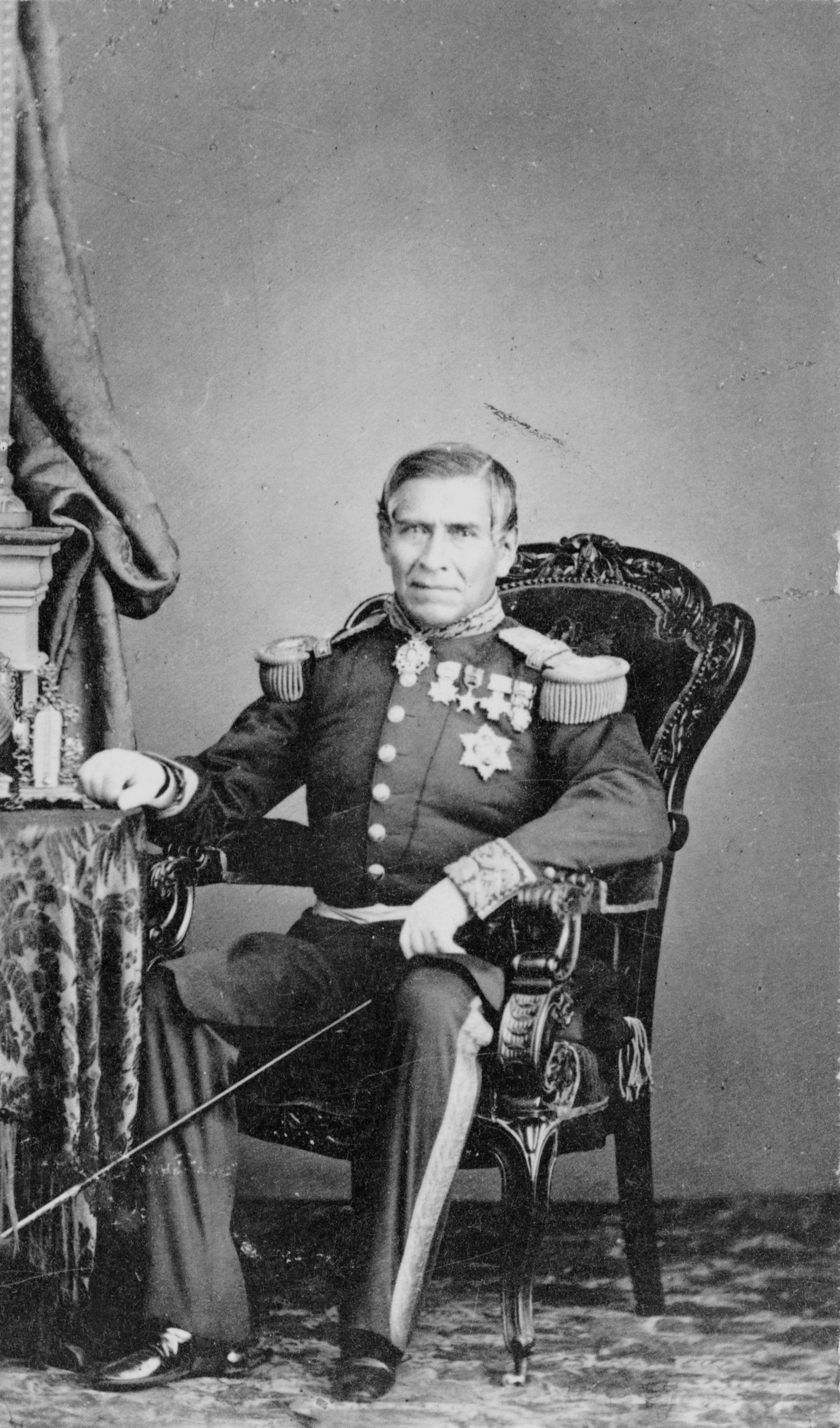
Juan Almonte, nach 1850

Don Juan Nepomuceno Almonte (* 15. Mai 1802 in der Provinz Valladolid, Mexiko; † 22. März 1869 in Paris, Frankreich) war ein mexikanischer General und Staatsmann.

## Leben
Almonte war der Sohn des Priesters José María Morelos und der Brígida Almonte. Bereits als Kind kommandierte er eine die Kompanie „Los Emulantes“ die aus Kindersoldaten bestand, begleitete seinen Vater bei verschiedenen Militäraktionen und im Dezember 1813 beim Angriff auf Valladolid am Arm verwundet. Um 1815 wurde er zum Studium in die Vereinigten Staaten geschickt, wo er bis 1821 blieb und anschließend in die Heimat zurückkehrte.
Nachdem er in Washington einige Zeit Handelsgeschäfte betrieb, ging er 1824 als Attaché der mexikanischen Gesandtschaft nach London und wurde nach seiner Rückkehr Mitglied des Kongresses. 1832 wurde er Geschäftsträger in London und danach in Peru. Später trat er erneut in die Mexikanische Armee ein und wurde der Adjutant des Präsidenten Antonio López de Santa Anna. 1835 begleitete er den Präsidenten in den Krieg gegen die Texaner. Dort wurde er 1836 bei San Jacinto gefangen genommen. Nach sechs Monaten kam er wieder frei, wurde zum Brigadegeneral ernannt und unter Anastasio Bustamante als Kriegsminister. Im September 1841 wurde Almonte als Gesandter nach Washington und 1846 nach Paris entsandt, nachdem er seit Ende 1845 unter Mariano Paredes für kurze Zeit wieder als Kriegsminister fungiert hatte. 1847 schloss er sich Santa Anna im Krieg gegen die Nordamerikaner an. Während der Präsidentschaft Mariano Aristas gehörte er der Opposition an und trug 1853 zur Wiedereinsetzung Santa Anaas bei, der ihn erneut als Gesandten nach Washington sowie Ende 1857 nach Paris schickte.
In Paris wirkte er, nach dem Sturz des damaligen Präsidenten Ignacio Comonfort, für den klerikalen Prätendenten Miguel Miramón und trat in Opposition zu Benito Juárez. Nachdem Juarez 1861 an die Macht gelangt war und ihn abgesetzt hatte, betrieb Almonte, von Parteihass und Ehrgeiz besessen, die französische Expedition gegen Mexiko.
Königin Isabella von Spanien hatte mit England und Frankreich einen Vertrag, die sogenannte „Konvention von London“ geschlossen, in dem sie ihr gemeinsames Vorgehen in Mexiko festschrieben. Die drei Mächte erklärten darin:

„daß sie sich durch die Unzuverlässigkeit der mexikanischen Behörden in die Lage versetzt sähen, für ihre Unterthanen und ihren Besitz größeren Schutz zu verlangen und die Ausführung der vertragsmäßigen Verpflichtung zu fordern“

Daraufhin schickten die drei Länder Landungstruppen in das Gebiet und besetzten die von den mexikanischen Truppen und Behörden verlassene Stadt Veracruz und das Fort San Juan de Ulúa. Für ihre eigenen Truppen wählten sie Lagerplätze weiter landeinwärts, um die Soldaten besser gegen die Wirkung des dort verbreiteten Gelbfiebers zu schützen. Die Spanier unter General Juan Prim lagerten in Orizaba, die Franzosen unter der Führung von Edmond Jurien de La Gravière in Tehuacán und die Engländer mit ihrem Befehlshaber Sir Charles Wyke in Cordova.
Mit den französischen Okkupationstruppen traf er in Begleitung von Pater Miranda im Februar 1862 in Veracruz ein und gab sich als Vertrauensperson des Kaisers Napoleon aus. Da aber die Mexikaner in ihm nur das Werkzeug der französischen Pläne sahen, schlugen die von den französischen Truppen unterstützten Versuche, ihn zum Diktator zu erheben, fehl, und Élie-Frédéric Forey ließ Almonte im Herbst 1862 fallen. Seine Anwesenheit und sein Agieren wurde für die englischen und spanischen Befehlshaber bald zu einem Problem. Sie waren nicht auf einen Krieg aus, sondern ihre Anwesenheit sollte lediglich eine Demonstration ihrer Stärke sein. Als Juarez Almontes Auslieferung verlangte waren Prim und Wyke dafür dieser Forderung nachzukommen. Jurien de La Gravière sprach sich jedoch entschiedenen dagegen aus. Dies führte letztlich dazu, dass England und Spanien im April 1862 ihre Truppen abzogen und zurück in die Heimat holten.
Als Almonte am 10. Juni 1863 mit den Franzosen in die Hauptstadt Mexiko kam, stellte man ihn an die Spitze der von den Siegern eingesetzten „Regentschaft des mexikanischen Kaiserreichs“. Für diese provisorische Regierung wurden neben Almonte auch José Mariano de Salas, Pelagio Antonio de Labastida (Erzbischof von Mexiko) ernannt sowie als Stellvertreter Juan Ormaechaea (Bischof von Tulancingo) und José Ignacio Pavón. Das Kaisertum Maximilians brachte Almonte im Juni 1864 die Ernennung zum Minister des kaiserlichen Hauses und den Rang eines Oberhofmarschalls ein. Maximilian schickte ihn im Mai 1866 als Gesandten nach Paris, wo er 1869 starb.